# Bifuka
Bifuka (美深町, Bifuka-chō) és una vila i municipi de la subprefectura de Kamikawa, a Hokkaido, Japó i pertanyent al districte de Nakagawa-Teshio. L'activitat principal de la vila és l'agricultura.

## Geografia
El municipi de Bifuka es troba localitzat a la part septentrional de la subprefectura de Kamikawa, al centre de Hokkaido. La vila es troba dins d'una vall envoltada de muntanyes per on flueix el riu Teshio. El terme municipal de Bifuka limita amb els de Nayoro i Horokanai al sud; amb Nakagawa a l'oest; amb Otoineppu i Esashi, el darrer a la subprefectura de Sōya al nord i amb Ōmu, a la subprefectura d'Okhotsk a l'est.

## Història
L'any 1857, Takeshirō Matsuura explora i estudia la zona, escrivint les seues experiències al "diari de Teshio". L'1 de juny de 1920, després de diverses escissions i dissolucions es funda el poble de Bifuka el qual esdevindrá més tard, l'1 d'abril de 1923, en vila, categoria que té avui dia el municipi. El 1965 es va obrir l'estació d'esquí de Bifuka.

## Demografia
| 1920   | 1930   | 1940   | 1950   | 1960   | 1970   | 1980  |
| ------ | ------ | ------ | ------ | ------ | ------ | ----- |
| 10.991 | 11.708 | 11.314 | 13.390 | 14.046 | 11.433 | 8.350 |
| 1990   | 2000   | 2010   | 2020   | 2030   | 2040   | 2050  |
| 7.103  | 6.040  | 5.178  | 4.165  | -      | -      | -     |

## Transport

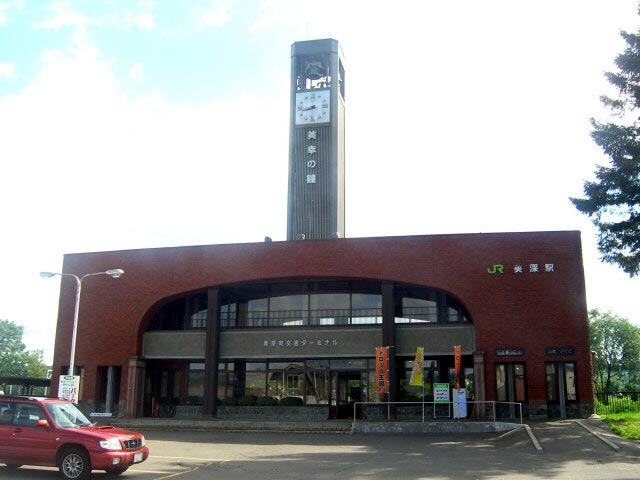
Estació de Bifuka

### Ferrocarril
- Companyia de Ferrocarrils de Hokkaido (JR Hokkaido)
  - Minami-Bifuka - Bifuka - Hatsuno - Monponai - Onnenai - Toyoshimizu

### Carretera
- Carretera Nayoro-Bifuka (E5)
- Nacional 40 - Nacional 275
- Prefectural 49 - Prefectural 118 - Prefectural 120 - Prefectural 252 - Prefectural 445 - Prefectural 680 - Prefectural 760

## Agermanaments
- Soeda, prefectura de Fukuoka, Japó.
- Ashcroft, Colúmbia Britànica, Canadà.